# Osmozni diuretik
Osmózni diurétik je pripadnik farmakološko neaktivnih učinkovin, ki se uporabljajo kot diuretiki na osnovi osmoze, saj se v glomerulih filtrirajo, iz ledvičnih cevk pa malo ali pa sploh ne reabsorbirajo. Posledično povečajo pretok skozi zanko nefrona, povzročijo izpiranje hiperosmolarne sredice ledvic, čemur sledi nezmožnost koncentriranja seča. Med osmotske diuretike spadata na primer manitol in izosorbid.

## Mehanizem delovanja
Osmotski diuretiki so farmakološko neaktivni. Filtrirajo se skozi glomerulno membrano, a se minimalno reabsorbirajo v ledvičnem tubulu. Njihovo primarno mesto delovanja je zanka nefrona (henlejeva zanka), sekundarno pa proksimalni tubul. Povzročijo premik vode iz znotrajceličnega v zunajcelični prostor ter povečajo prostornino in zmanjšajo viskoznost krvi in zavirajo sproščanje renina v ledvicah.
V nivoju proksimalnega tubula osmotski diuretiki zmanjšujejo prehod vode v intersticijski prostor in s tem zmanjšajo koncentracijo natrijevih (Na+) ionov v tubularni tekočini do te mere, da reabsorpcija Na+ preneha. Povečajo izločanje Na+, K+, Ca2+, Mg2+, Cl–, HCO3– in fosfata. Povečajo pretok krvi skozi ledvice, ker povzročijo razširitev aferentne arteriole in razredčijo plazmo, kar oboje poveča glomerulno filtracijo.

## Klinična uporaba
Osmozna diureza se izvaja v naslednjih primerih:
- za preprečevanje in/ali zdravljenje oligurične faze akutne ledvične odpovedi
- zmanjšanje intrakranialnega tlaka in možganskega edema
- zmanjšanje zvečanega intraokularnega tlaka, ki se ga ne da zmanjšati na drugačen način
- pospešitev izločanja toksičnih snovi, ki se pri zastrupitvi izločajo skozi ledvice